# Roccagorga
Roccagorga ist eine Gemeinde in der Provinz Latina in der italienischen Region Latium mit 4139 Einwohnern (Stand 31. Dezember 2023). Sie liegt 88 Kilometer südöstlich von Rom.

## Geographie
Roccagorga liegt am Südabhang der Monti Lepini oberhalb der Pontinischen Ebene.
Es ist Mitglied der Comunità Montana Monti Lepini e Ausoni.

## Bevölkerung
| Jahr | Bevölkerung |
| ---- | ----------- |
| 1871 | 1998        |
| 1901 | 2273        |
| 1921 | 2923        |
| 1951 | 3927        |
| 1971 | 4094        |
| 1991 | 4386        |
| 2001 | 4386        |

## Politik
Annunziata Piccarro (Lista Civica: Tradizione e Futuro) wurde am 26. Mai 2019 zur Bürgermeisterin gewählt.

## Belege
1. ↑  Bilancio demografico e popolazione residente per sesso al 31 dicembre 2023. ISTAT. (Bevölkerungsstatistiken des Istituto Nazionale di Statistica, Stand 31. Dezember 2023).
2. ↑  ISTAT